# Alan Gemmell
Alan Gemmell (né le 6 avril 1978) est un homme politique et diplomate du Parti travailliste écossais, qui est député de Central Ayrshire depuis 2024.
Il est cofondateur de FiveFilms4Freedom et ancien directeur du British Council en Inde. Gemmel est nommé directeur général du Commonwealth Enterprise and Investment Council en décembre 2018.

## Jeunesse et carrière
Gemmell fréquente l'Irvine Royal Academy et l'école junior de la Royal Scottish Academy of Music and Drama (RSAMD). Il étudie le piano et le trombone au RSAMD et fait une tournée avec le Scottish National Youth Orchestra. Il étudie le droit à l'Université de Glasgow.
Gemmell travaille pour la fonction publique de 2003 à 2007. Il est secrétaire particulier du secrétaire permanent du ministère de l'Intérieur, John Gieve, de 2003 à 2005. Il est directeur de la migration économique au ministère de l'Intérieur de 2005 à 2006, date à laquelle il devient conseiller en matière de lutte contre la radicalisation au sein du Cabinet Office.

## Carrière au British Council
Gemmell est directeur du British Council en Inde, ainsi que directeur pour Israël de 2012 à 2016 ; directeur adjoint pour le Mexique (2011-2012) ; à São Paulo, au Brésil (2011) ; et directeur des relations extérieures à Londres (2008-2011).
Il met en place un programme de bourses universitaires pour les femmes en 2018, en accordant à 100 Indiennes un financement pour un master STIM d'un an dans des universités britanniques,. Il lance la campagne Changing Moves, Changing Minds pour promouvoir le cricket auprès des jeunes filles.
En 2018, il organise un déjeuner pour des dizaines de milliers de personnes pour célébrer le 70e anniversaire du British Council en Inde,. Il charge également Sarah Eberle de créer le premier jardin du British Council à l'occasion du Chelsea Flower Show de 2018, à l'occasion de son anniversaire.
Gemmell est responsable de l'Année de la culture 2017 entre le Royaume-Uni et l'Inde, une année d'échanges culturels annoncée par le Premier ministre Narendra Modi lors de sa visite au Royaume-Uni en novembre 2015,.
Le programme comprend une exposition du British Museum et du Chhatrapati Shivaji Maharaj Vastu Sangrahalaya à Mumbai, la première exposition sur l'innovation indienne au Science Museum de Londres et la restauration du film indien de 1928, Shiraz, par le British Film Institute avec une nouvelle bande originale de la musicienne britannique-indienne Anoushka Shankar.

### Série Mix

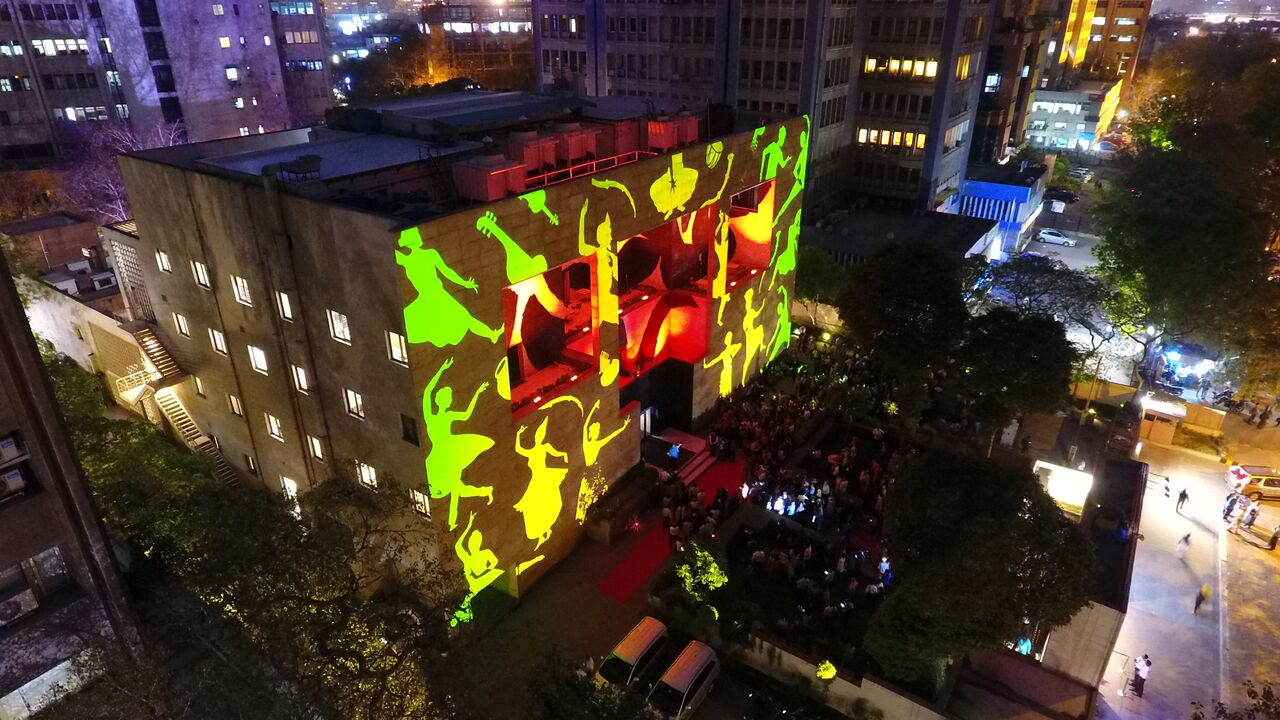
Lancement de Mix the City par le British Council Delhi, le 6 avril 2017

Gemmell commande Mix the City en 2015 en collaboration avec les start-ups technologiques britanniques Flying Object et Roll Studio, la BBC et l'Arts Council of England. Mix the city est la première œuvre d'art interactive du British Council. Pour l'Année de la Culture, Mix the City est prévu dans les quatre principales villes indiennes : Chennai, Delhi, Kolkata et Mumbai,.
En novembre 2016, Gemmell lancé Mix the Play, une collaboration de théâtre numérique interactif avec le réalisateur indien Roysten Abel, lors de la visite de la Première ministre britannique Theresa May en Inde. Mix the Play permet aux utilisateurs de diriger Adil Hussain Kalki Koechlin, Kriti Pant et Tushar Pandey dans la scène du balcon de Roméo et Juliette de Shakespeare. Mix the Play fait partie de la commémoration par le gouvernement britannique du 400e anniversaire de la mort de Shakespeare.
En octobre 2017, Gemmell lance Mix the Body, une plateforme de danse interactive avec le chorégraphe britannique Wayne McGregor. Mix the Body permet aux utilisateurs de créer une performance de danse unique sur leurs mobiles en utilisant des danseurs de la compagnie de McGregor, studio Wayne McGregor et Attakkalri, basée à Bangalore. Il s'agit de la troisième œuvre d'art interactive créée avec Flying Object et Roll Studio. La série Mix est expérimentée par plus de 1,5 million de personnes dans 200 pays.

### fiveFilms for freedom
En 2015, Gemmell cofonde fiveFilms4freedom, un festival de films LGBT en ligne gratuit de 10 jours promouvant la liberté, l'égalité et les droits LGBT, avec le British Film Institute et la campagne Free & Equal des Nations Unies.
La deuxième édition de fiveFilms4freedom se déroule du 16 au 27 mars 2016. En 2016, Gemmell lance également une liste mondiale de personnes promouvant les droits LGBT,.

### Partenariat d'échanges universitaires
Gemmell obtient 7 millions de livres sterling de fondations de recherche médicale britanniques et internationales pour le programme BIRAX RMI grâce à des partenariats avec Parkinson's UK, JDRF, la MS Society et la British Heart Foundation. BIRAX RMI finance 15 collaborations de recherche entre des scientifiques britanniques et israéliens, notamment une collaboration visant à développer un test respiratoire pour la maladie de Parkinson,. Le programme BIRAX est soutenu par les Premiers ministres britannique et israélien,.

### Programme de recherche sur l'eau au Moyen-Orient
Gemmell crée le premier programme multilatéral de recherche sur l'eau du Royaume-Uni au Moyen-Orient – une plateforme permettant aux scientifiques de toute la région de travailler avec des scientifiques britanniques pour s'attaquer aux problèmes critiques liés à l'eau. Cinq projets de recherche sont annoncés en avril 2016 impliquant des chercheurs sur l’eau d’Israël, des Territoires palestiniens occupés, de Gaza, du Maroc, de Jordanie et du Royaume-Uni. Gemmell crée également un programme de bourses pour les diplômés en technologie de l'eau et en santé des universités palestiniennes afin qu'ils puissent étudier des doctorats complets dans des universités israéliennes.

## Carrière de commissaire au commerce
En 2020, Gemmell est nommé commissaire commercial britannique et haut-commissaire adjoint pour l'Asie du Sud.
Il est responsable de plus de 100 employés en tant que commissaire commercial et chargé d'accroître les échanges commerciaux entre le Royaume-Uni et l'Inde. Il obtient une réduction des droits de douane sur le whisky écossais dans l'État du Maharashtra et copréside le deuxième dialogue sur la politique commerciale du Royaume-Uni avec le Bangladesh.

## Carrière politique
Gemmell est membre du Parti travailliste et leur candidat pour Central Ayrshire aux élections générales de 2024. Il remporte le siège contre le Parti national écossais.

## Vie personnelle

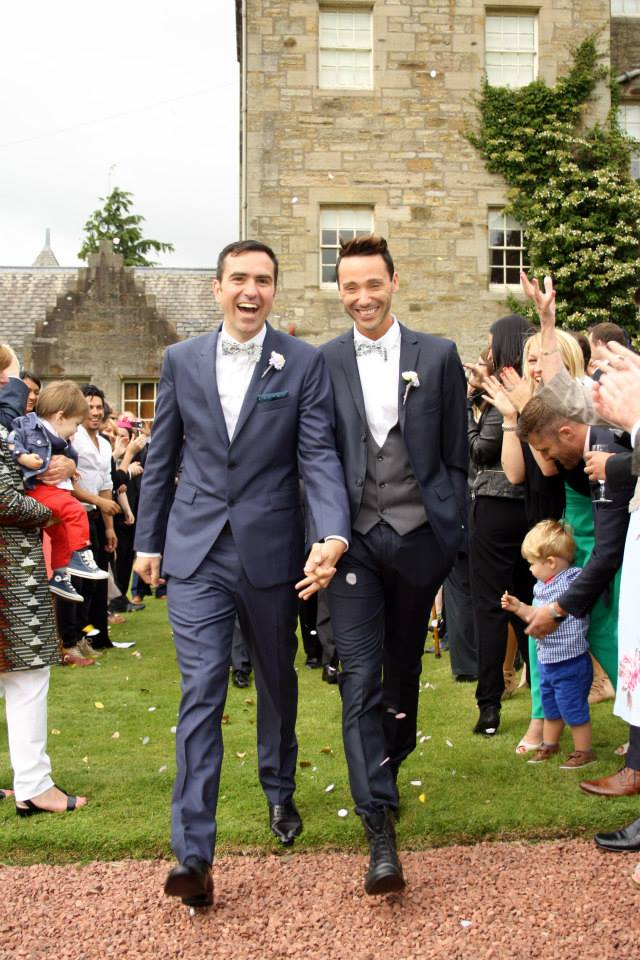
Mariage de Gemmell et Stirk, 2015

Gemmell épouse Damien Lee Stirk, danseur de ballet et professeur, en 2015. Son témoin est l'homme politique travailliste Conor McGinn, qui mentionne son mariage au Parlement en faveur de l'égalité du mariage,.
Gemmell est nommé OBE dans la liste des honneurs du Nouvel An 2016. Il est membre de la Royal Society of Arts et membre fondateur du Leadership Fellow de St George's House, au château de Windsor.
En 2021, Gemmell reçoit un doctorat honorifique de l'Université de Bolton pour sa contribution aux relations commerciales entre le Royaume-Uni et l'Inde.